# Kommunistische Partij van België
De Kommunistische Partij van België (KPB), in het Frans Parti communiste de Belgique (PCB), was een communistische politieke partij in België. De KPB is vanaf het begin lid van de Derde Internationale, die in 1919 was opgericht door de Sovjet-Unie en deze zogenaamde Komintern bleef domineren en gebruiken als instrument voor buitenlands beleid. Dit verklaart een aantal wendingen binnen de partij hoewel ze ook bekend stond als een van de leden die de meest autonome koers voer, wat ook bleek uit het Congres van Vilvoorde (1954). Er was geen algemene tendens tot anti-revisionisme zoals bij de CPN in Nederland onder Paul de Groot.

## Geschiedenis
Voor 1920 bestonden er in België heel wat kleine, communistische groeperingen die naast elkaar opereerden. Maar in 1920 verenigde een heel aantal zich onder leiding van War van Overstraeten in de Kommunistische Partij van België. In 1921 fuseerde deze partij met een groep dissidenten van de Belgische Werkliedenpartij die reageerden tegen het reformisme van de BWP-leiding. Joseph Jacquemotte stuurde deze groep radicalen richting een fusie met de 'parti communiste'. Hieruit ontstond de combinatie KPB-PCB.
In 1925 werden Jacquemotte en Van Overstraeten als de eerste Belgische communisten in het parlement verkozen.

### Eerste interne crisis en electorale opgang
De spanningen tussen de twee gefuseerde groepen lopen in 1928 op (door de bemoeienissen van Jozef Stalin) en eindigen in een scheuring, de antiparlementaire groep rond Van Overstraeten moet het afleggen ten opzichte van de pragmatischer gerichte groep rond Joseph Jacquemotte. De Kommunistische Oppositie (waaronder Van Overstraeten) wordt uit de partij gezet en zijn sympathisanten worden van alle belangrijke functies geweerd. De KPB zou voortaan volledige loyaliteit aan de Sovjet-Unie tonen. Dit betekende dat de KPB vooral de sociaaldemocraten als grootste vijand moest zien. Deze splitsing zal uiteindelijk resulteren in de oprichting van een trotskistische communistische stroming in België.
Na de felle syndicale strijd in de Borinage in 1936, waar de KP duidelijk aanwezig was, werd deze inzet verzilverd in een electorale opgang tijdens de verkiezingen van 1936. Niet enkel syndicale strijd zorgde voor de electorale opgang, maar ook het toenemende prestige van de Sovjet-Unie,  de invoering van de 'volksfrontstrategie' (de sociaaldemocraten zijn geen vijanden meer, maar bondgenoten in een grote linkse coalitie tegen opkomend fascisme) en ten slotte de deelname van de KPB aan de Internationale Brigades in de Spaanse Burgeroorlog vergrootten allen de electorale slagkracht van de KPB.

### Tweede Wereldoorlog
Het niet-aanvalsverdrag tussen de Sovjet-Unie en Nazi-Duitsland leidde tot een grote controverse binnen de gehele communistische wereldbeweging en daarmee ook de KPB. In de beginfase van de Tweede Wereldoorlog hield de KPB zich overeenkomstig het beleid van Moskou gedeisd. Door de Belgische autoriteiten werd ze als een binnenlandse vijand gezien, tot de verbreking van het niet-aanvalspact door Hitler de Sovjetunie in juni 1941 in het geallieerde kamp bracht. De nazi's in België hadden deze ommekeer voorbereid en brachten onmiddellijk de KPB een zware slag toe met Operatie Sonnenwende. Desondanks stortte de partij zich vanaf dan volop in het Belgisch verzet. De KPB was bijvoorbeeld de drijvende kracht achter het Belgisch leger der partizanen, onderdeel van het Onafhankelijkheidsfront. Tijdens de oorlog werden verschillende leiders van de KPB vastgezet en vervolgd, zoals Julien Lahaut, Jean Terfve et Fernand Jacquemotte.

### Naoorlogse periode
Tijdens en direct na de bevrijding van België in 1944 zou de KPB uitgenodigd worden om deel te nemen in de voorlopige regering-Pierlot VI. Albert Marteaux werd minister van volksgezondheid, Raymond Dispy en Fernand Demany waren ministers zonder portefeuilles. Echter, na amper zes weken stapten de communisten uit de regering uit protest tegen de ontwapening van de weerstandsorganisaties. De KPB zou vervolgens in de wederopbouwperiode deelnemen aan nog vier regeringen van nationale eenheid (Van Acker I, Van Acker II, Van Acker III en de regering Huysmans), door het groeiende isolement van de KPB door de oplaaiende Koude Oorlog zou de partij hierna nooit meer regeringsverantwoordelijkheid dragen.
Tijdens de koningskwestie verzette de partij zich hevig tegen de terugkeer van Leopold III van België. Bij de volksraadpleging over het onderwerp op 12 maart 1950 stemden een meerderheid van de Belgen voor de terugkeer van het koningshuis. Echter, in de bolwerken van de KPB, zoals in Henegouwen en Luik werd met een grote meerderheid tegen de terugkeer van de koning gestemd. In Wallonië werd door middel van algemene stakingen geprotesteerd tegen de terugkeer van Leopold III. De verkiezingen van 4 juni 1950 resulteerde in een duidelijke meerderheid voor de CVP/PSC, die de terugkeer van het koningshuis steunde. Bij de installatie van prins Boudewijn als nieuwe koning zou Julien Lahaut luidkeels "Vive La Republique" geroepen hebben. Het is echter niet zeker of de woorden uit de mond van Lahaut kwamen. Een week later werd hij in zijn woonplaats Seraing doodgeschoten. Niemand is ooit veroordeeld voor de aanslag. Een team van historici concludeerde in 2015 echter dat de moord georganiseerd werd door anticommunistische elementen binnen de inlichtingendiensten, met André Moyen als prominente figuur.

### Koude Oorlog
Zoals de meeste communistische partijen zou de KPB erg lijden onder de Koude Oorlog. Ondanks een korte opleving in de jaren '60 zou de partij nooit meer de electorale grootte van direct na de oorlog evenaren. Ook de Sovjet-Chinese breuk deed de partij schade. Dit leidde namelijk tot een splitsing in de partij in 1963 toen de Chinees georiënteerde leden onder leiding van Jacques Grippa de partij verlieten en een concurrerende Kommunistische Partij van België oprichtten.
In de jaren '70 flirtte de partij met het eurocommunisme onder aansturen van figuren zoals Jef Turf. Turf vulde dit in als een hernieuwingsbeweging binnen het marxisme die minder wou focussen op abstracte theorie en meer op massamobilisatie. Toch was de band van de KPB met de bredere eurocommunistische stroming ambigu. In tegenstelling tot de Franse, Italiaanse en Spaanse communisten wou de partij zich minder drastisch afkeren van het Sovjetmodel en bleef ze ook kritischer staan tegenover de vorming van een West-Europees machtsblok.
Na de verkiezingsnederlaag van de KPB in 1981 besloot de partij om zich te distantiëren van de eurocommunistische principes en aan eenmaking te doen op basis van orthodoxere leninistische uitgangspunten. In 1985 leed de KPB echter een nog grotere nederlaag en verloor de partij haar laatste twee vertegenwoordigers in het federaal parlement.

### Federalisatie
Om in te spelen op de groeiende federalisatie van de Belgische politiek (de BSP was reeds in 1980 al opgesplitst) koos de KPB in maart 1989 zichzelf op te splitsen in twee aparte partijen, de Kommunistische Partij Vlaanderen (KP) en de Parti Communiste Wallonie-Bruxelles (PC). Dit betekende het einde van de KPB als heel-Belgische partij. Zowel de KP als de PC hebben electoraal slechts beperkt succes gehad. De rol van KPB in het politieke stelsel is in grote delen ingenomen door de PVDA. De KP Vlaanderen hield in 2009 op te bestaan.

### Nieuwe partij
In 2018 heeft de PC besloten om weer de identiteit van de oude federale KPB aan te nemen en zich opnieuw te organiseren in heel België. Zij veranderde haar naam naar Communistische Partij van België (CPB). Vooralsnog heeft de CPB alleen afdelingen in Wallonië en Brussel.

## Structuur

### Voorzitters
| Voorzitter / Secretaris-generaal                      | Periode                             | Opmerkingen |
| ----------------------------------------------------- | ----------------------------------- | --- |
| Joseph Jacquemotte                                    | 22 april 1935 - 11 oktober 1936     | Op 22 april 1935 verkozen tot secretaris-generaal. Overleed in functie. |
| Xavier Relecom, Georges Van den Boom en Julien Lahaut | 13 oktober 1936 - juli 1943         | Waarnemende secretarissen-generaal tot 2 november 1936. Op 2 november 1936 officieel verkozen, herkozen op 15 augustus 1939. Relecom, Van den Boom en Lahaut werden in juli 1943 opgepakt door de Duitse bezetter. |
| Edgard Lalmand                                        | juli 1943 - 12 december 1954        | Werd in juli 1943 secretaris-generaal nadat zowat de volledige partijtop gearresteerd was door de Duitsers. Herkozen op 2 juni 1946, 17 mei 1948 en 26 maart 1951. |
| Julien Lahaut                                         | 11 augustus 1945 - 18 augustus 1950 | Op 11 augustus 1945 verkozen tot voorzitter. Herkozen op 2 juni 1946 en 17 mei 1948. Overleed in functie. |
| Ernest Burnelle                                       | 12 december 1954 - 5 augustus 1968  | Op 12 december 1954 verkozen tot secretaris-generaal. Herkozen op 22 april 1957 en 18 april 1960. Op 9 april 1961 gepromoveerd tot voorzitter. Herkozen op 15 april 1963, 29 november 1964, 25 oktober 1965, 11 december 1966 en 17 december 1967. Wegens ziekte werden zijn taken als voorzitter vanaf 24 juni 1968 waargenomen door Marc Drumaux. Overleed in functie. |
| Marc Drumaux                                          | 24 juni 1968 - 15 november 1972     | Waarnemend voorzitter tot 8 september 1968, officieel verkozen tot voorzitter op 8 september 1968. Herkozen op 17 november 1968 en 21 maart 1971. Overleden in functie. |
| Louis Van Geyt                                        | 24 november 1972 - 18 maart 1989    | Waarnemend voorzitter tot 10 december 1972, officieel verkozen tot voorzitter op 10 december 1972. Herkozen op 16 december 1973, 11 april 1976, 1 april 1979, 28 maart 1982 en 16 juni 1986. |

## Regeringsdeelnames
| Regering      | Premier          | Partijen                            | Van               | Tot              |  |
| ------------- | ---------------- | ----------------------------------- | ----------------- | ---------------- |  |
| Pierlot VI    | Hubert Pierlot   | Kath. Blok, LP-PL, BWP-POB, KPB-PCB | 27 september 1944 | 12 december 1944 |  |
|               |                  |                                     |                   |                  |  |
| Van Acker I   | Achiel Van Acker | BSP-PSB, UCB, LP-PL, KPB-PCB        | 12 februari 1945  | 2 augustus 1945  |  |
| Van Acker II  | Achiel Van Acker | BSP-PSB, UDB, LP-PL, KPB-PCB        | 2 augustus 1945   | 13 maart 1946    |  |
|               |                  |                                     |                   |                  |  |
| Van Acker III | Achiel Van Acker | BSP-PSB, LP-PL, KPB-PCB             | 31 maart 1946     | 3 augustus 1946  |  |
| Huysmans      | Camille Huysmans | BSP/PSB, LP-PL, KPB-PCB             | 3 augustus 1946   | 20 maart 1947    |  |

#### Ministers en staatssecretarissen
- Raymond Dispy
- Fernand Demany
- Albert Marteaux
- Edgar Lalmand
- Jean Terfve
- Jean Borremans

## Bekende (ex-)leden
- Didier Bajura
- Raoul Baligand
- Eugène Beaufort
- Jean Berlemont
- Alphonse Bonenfant
- Jean Borremans
- Pierre Bosson
- Mark Braet
- Victor Briol
- Ernest Burnelle
- Georges Cordier
- Jean-Baptiste Cornez
- Marcel Couteau
- Jan Debrouwere
- Albert De Coninck
- Ambrosius De Coster
- Alice Degeer-Adère
- Théo Dejace
- André Delrue
- Fernand Demany
- Marcelin Demoulin
- Désiré Desellier
- Antoinette Desonnay-Raskin
- Gustaaf De Ville
- Noëlla Dinant
- Raymond Dispy
- Ruddy Doom
- Marc Drumaux
- Daniel Fedrigo
- Willy Frère
- Henri Gandibleux
- Georges Glineur
- Henri Glineur
- Suzanne Grégoire
- Jacques Grippa
- Sam Herssens
- Fernand Jacquemotte
- Joseph Jacquemotte
- Julien Lahaut
- Edgar Lalmand
- Marcel Levaux
- Jules Levecq
- Ludo Loose
- René Magritte
- Albert Marteaux
- Leo Michielsen
- Willy Minnebo
- Gaston Moulin
- Jacques Nagels
- Louis Neuray
- René Noël
- Paul Nougé
- Guy Quintelier
- Xavier Relecom
- Henri Reul
- Roger Somville
- Jean Terfve
- Léon Timmermans
- Jef Turf
- Félix Van den Bergh
- Frans Van den Branden
- Jef Van Extergem
- Louis Van Geyt
- Albert Van Hoorick
- Michel Vanhoorne
- War van Overstraeten